# Thor (soundtrack)
Thor (Original Motion Picture Soundtrack) is de originele soundtrack van de Marvel Studios-film Thor, gebaseerd op het gelijknamige personage gecreëerd door Marvel Comics. De filmmuziek werd gecomponeerd door Patrick Doyle. Het album werd op 3 mei 2011 uitgebracht door Buena Vista Records.
De filmmuziek werd opgenomen in de Air Lyndhurst Studios, onder leiding van James Shearman en uitgevoerd door het London Symphony Orchestra.

## Tracklijst
Alle muziek is geschreven door Patrick Doyle.
| Nr. | Titel                    | Duur |
| --- | ------------------------ | ---- |
| 1.  | Chasing the Storm        | 3:11 |
| 2.  | Prologue                 | 3:09 |
| 3.  | Sons of Odin             | 1:48 |
| 4.  | A New King               | 3:00 |
| 5.  | Ride to Observatory      | 2:10 |
| 6.  | To Jotunheim             | 2:19 |
| 7.  | Laufey                   | 3:40 |
| 8.  | Frost Giant Battle       | 4:22 |
| 9.  | Banishment               | 1:53 |
| 10. | Crisis In Asgard         | 2:18 |
| 11. | Odin Confesses           | 2:43 |
| 12. | Hammer Found             | 1:11 |
| 13. | Urgent Matter            | 2:21 |
| 14. | The Compound             | 7:40 |
| 15. | Loki's Lie               | 1:54 |
| 16. | My Bastard Son           | 2:39 |
| 17. | Science and Magic        | 2:53 |
| 18. | The Destroyer            | 2:57 |
| 19. | Forgive Me               | 2:40 |
| 20. | Thor Kills the Destroyer | 1:53 |
| 21. | Brothers Fight           | 6:59 |
| 22. | Letting Go               | 3:17 |
| 23. | Can You See Jane?        | 2:23 |
| 24. | Earth to Asgard          | 2:33 |